# Bastille (film, 1984)
Pour les articles homonymes, voir Bastille (homonymie).
Pour plus de détails, voir Fiche technique et Distribution.
Bastille est un film néerlandais réalisé par Rudolf van den Berg et sorti en 1984.

## Fiche technique
- Titre : Bastille
- Réalisation : Rudolf van den Berg
- Scénario : Rudolf van den Berg et Annemarie Vandeputte, d'après le roman de Leon de Winter[1]
- Son : Mark A. Van Der Willigen
- Production : MGS Film
- Pays d'origine :  Pays-Bas
- Durée : 91 minutes
- Date de sortie : Pays-Bas - 10 mai 1984

## Distribution
- Derek de Lint
- Geert de Jong
- Évelyne Dress
- Loudi Nijhoff
- Ischa Meijer
- Dora Doll

## Sélections
- Festival du cinéma néerlandais d'Utrecht 1984 : le film est récompensé par le Veau d'or du meilleur réalisateur
- Festival de Cannes 1984[2]